# Drymaria axillaris
Drymaria axillaris là loài thực vật có hoa thuộc họ Cẩm chướng. Loài này được Brandegee mô tả khoa học đầu tiên năm 1911.